# Ixora phuluangensis
Ixora phuluangensis là một loài thực vật có hoa trong họ Thiến thảo. Loài này được Chamch. mô tả khoa học đầu tiên năm 2005.